# Heinz Unbehauen
Heinz Unbehauen (* 7. Oktober 1935 in Stuttgart; † 1. Mai 2019 in Bochum) war ein deutscher Ingenieur, der sich mit Regelungstechnik befasste.

## Werdegang
Unbehauen studierte Maschinenbau mit dem Diplom-Abschluss 1961 und wurde nach zusätzlichem Studium in Elektrotechnik 1964 an der TH Stuttgart promoviert (Zur Optimierung verfahrenstechnischer Regelkreise). 1969 habilitierte er sich in Stuttgart und war ab 1971 wissenschaftlicher Rat und ab 1974 außerplanmäßiger Professor. Er war seit 1975 Professor an der Ruhr-Universität Bochum und Inhaber des Lehrstuhls für Elektrische Steuerung und Regelung. 2001 wurde er emeritiert.
Unbehauen war der Verfasser eines weit verbreiteten Lehrbuchs zur Regelungstechnik, das drei Bände umfasst und bisher bis zu 15 Auflagen erreichte. Zu den bedeutenden Publikationen von Unbehauen gehört auch ein Band der UNESCO Encyclopedia of Life Support Systems (EOLSS), in dem ein großes internationales Team unter seiner Leitung das Gebiet der Regelungstechnik in 240 Einzelbeiträgen übersichtlich zusammengefasst und weltweit online verfügbar gemacht hat.
Er war Vorsitzender des Arbeitskreises „Adaptive Systeme“ der VDI/VDE-Gesellschaft Mess- und Automatisierungstechnik (GMA), Düsseldorf und Frankfurt a. M., zu dessen namhaften Mitgliedern auch der Autor des ersten Lehrbuchs über "Adaptive Systeme" Klaus-Peter Schulze gehörte. Zugleich war Unbehauen Fellow des IEEE, Honorarprofessor der Tongji-Universität in Shanghai und Fellow der Japanese Society for the Promotion of Science.
Sein älterer Bruder Rolf Unbehauen war ebenfalls Ingenieurwissenschaftler.

## Schriften
- Regelungstechnik, Vieweg/Teubner, 3 Bände
  - Band 1: Klassische Verfahren zur Analyse und Synthese linearer kontinuierlicher Regelsysteme, Fuzzy-Regelsysteme, 15. Auflage 2008
  - Band 2: Zustandsregelungen, digitale und nichtlineare Regelsysteme, 9. Auflage 2007
  - Band 3: Identifikation, Adaption, Optimierung, 7. Auflage 2011
- Regelungstechnik: Aufgaben, Vieweg 1992
- mit N. M. Filatov: Adaptive dual control: theory and applications, Springer Verlag 2004
- mit Ganti Prasada Rao: Identification of continuous systems, North Holland 1987
- mit Erich Linck: Dynamische Modelle und Simulation von Dampfüberhitzern, VDI Verlag 1971
- Stabilität und Regelgüte linearer und nichtlinearer Regler in einschleifigen Regelkreisen bei verschiedenen Streckentypen mit P- und I-Verhalten, VDI Verlag 1970
- mit Christian Bohn: Identifikation dynamischer Systeme. Methoden zur experimentellen Modellbildung aus Messdaten, Springer 2016